# Acciaio umano
Acciaio umano (Hell's Kitchen) è un film del 1939 di Lewis Seiler e E.A. Dupont con Ronald Reagan.

## Trama
Un ex forzato aiuta i giovani delinquenti a mettersi sulla retta via.